# Glacier Naumann
Pour les articles homonymes, voir Naumann.
Le glacier Naumann est un glacier secondaire – rattaché au glacier Cook – des îles Kerguelen dans les Terres australes et antarctiques françaises. Il est situé à l'ouest de la Grande Terre.

## Toponymie
Le nom du glacier a été donné en 1874-1875 par les membres de l'expédition allemande de La Gazelle en hommage au Dr Naumann, médecin de bord du navire et chargé des études botaniques. Il est indiqué sous cette appellation sur la carte de La Gazelle de 1889. En raison de la Première Guerre mondiale, le nom est changé en glacier Scott avant d'être rétabli en 1932 par Edgar Aubert de la Rüe lors de ses explorations de l'archipel.

## Géographie
Le glacier Naumann est un glacier émissaire situé à l'est du glacier Cook et au sud du glacier Vallot, auxquels il est accolé. Long d'environ 4 km, exposé à l'est et s'épanchant en une étroite langue glaciaire, il vèle toujours dans le lac Naumann (désormais dans la partie supérieure) bien que subissant un fort retrait de son front glaciaire depuis quelques décennies, ayant donné naissance non plus à un lac Naumann unique mais à deux lacs, dits supérieur et inférieur. Après les deux lacs Naumann, il alimente la rivière Naumann qui rejoint la partie orientale de la vallée des Merveilles et se jette dans la baie Irlandaise de l'océan Indien.